# Neptunea tabulata
Neptunea tabulata is een slakkensoort uit de familie van de Buccinidae. De wetenschappelijke naam van de soort is voor het eerst geldig gepubliceerd in 1863 door Baird.